# Arachnofobi

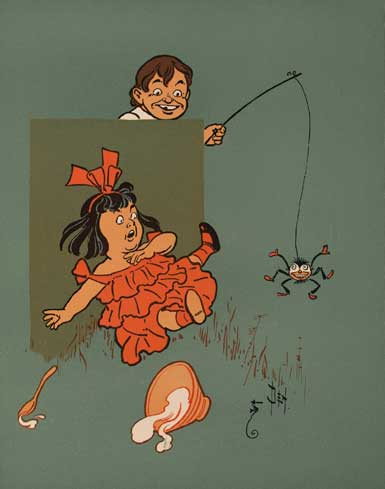
Bild från barnkammarrimmet "Little Miss Muffet", där huvudpersonen skräms iväg av en spindel.

Arachnofobi är en överdriven och irrationell rädsla för spindlar. Trots att många spindlar är harmlösa, får en person med arachnofobi panik eller känner starkt obehag i närheten av en. Ibland kan även ett objekt som påminner om en spindel trigga en panikattack för arachnofobiker. Det är en mycket vanlig fobi i mild form, och även kraftigare irrationell skräck förekommer oftare än till exempel erotofobi eller agorafobi.

## Behandling
Arachnofobi behandlas ofta genom stegvis ökande exponering av patienten för spindlar och samtal med personen. Personliga tekniker för att hantera en skrämmande situation kan utarbetas med patienten. Ibland går fobin även över av sig själv.

## Orsaker
Fobin för spindlar anses bero på våra förfäder, som inte kunde urskilja de giftiga spindlarna från de ofarliga och därför aktade sig för alla. På något sätt har då rädslan för spindlar förts över till oss via generna eller via uppfostran. Dessutom anses arachnofobi vara normalt av många, och därmed kan det bli en inlärd vana. Vissa spindlar är dock farliga, så rädslan är mer rationell på platser där sådana arter förekommer. Dock gäller det knappast alls något europeiskt land.